# Айкурцио
Айку̀рцио (на италиански: Aicurzio, на западноломбардски: Aicùrz, Айкурц) е село и община в Северна Италия, провинция Монца и Брианца, регион Ломбардия. Разположено е на 235 m надморска височина. Населението на общината е 2067 души (към 2011 г.).
До 2004 г. общината е част от провинция Милано.